# Bramshott
Bramshott är en by i civil parish Bramshott and Liphook, i distriktet East Hampshire, i grevskapet Hampshire, i England. Byn är belägen 14 km från Petersfield. Byn nämndes i Domedagsboken (Domesday Book) år 1086, och kallades då Brenbresete.